# Kevin Rolland
Kevin Rolland, född den 10 augusti 1989, är en fransk freestyleåkare.
Han tog OS-brons i herrarnas halfpipe i samband med de olympiska utförstävlingarna 2014 i Sotji.